# 神津慶次朗
神津 慶次朗（かみづ けいじろう、1984年 -）は日本の推理作家。大阪市生まれ。
2004年、『鬼に捧げる夜想曲』（応募時「月夜が丘」）で東京創元社主催の第14回鮎川哲也賞を受賞しデビューした（岸田るり子と同時受賞）。しかし、その後作品の発表はない。

## 作品リスト
- 鬼に捧げる夜想曲 （東京創元社、2004年10月）ISBN 978-4-488-02380-5
  - 横溝正史作品のような空気感を持つ本格推理小説。選考会では、著者がまだ十九歳という若さであることが高く評価された。